# Calydna venusta
Calydna venusta är en fjärilsart som beskrevs av Frederick DuCane Godman och Osbert Salvin 1886. Calydna venusta ingår i släktet Calydna och familjen Riodinidae. Inga underarter finns listade i Catalogue of Life.